# 1999年東京都知事選挙
1999年東京都知事選挙（1999ねんとうきょうとちじせんきょ）は、1999年（平成11年）3月25日に告示され、4月11日に投開票された東京都知事選挙である。
第14回統一地方選挙の一環で実施された。

## 概要
鈴木俊一が推進した箱物行政の行き詰まり、バブル景気の崩壊による財政危機、首都機能移転論、ダイオキシンに代表される公害問題が争点化した。
1998年11月、テレビドラマ『3年B組金八先生』のモデルになった元中学校教諭で、元全労連議長の三上満が明るい革新都政をつくる会に擁立され、共産党推薦で立候補を表明した。また、都議会最大会派の自民党は翌年1月までに衆議院議員で自民党東京都連幹事長の柿澤弘治（東京都第15区）を擁立する方向で調整していた。
しかし、去就を明らかにしていなかった現職の青島幸男は告示まで2ヶ月を切った2月1日に不出馬を表明した。青島の出馬を前提に動いていた有力政党の多くは衝撃を受け、対応に追われることになる。
2月3日には元参議院議員で大正大学客員教授だった野末陳平が立候補を表明するが、後に撤回し舛添を支援する。2月12日には衆議院議員で民主党副代表の鳩山邦夫（東京都第2区）が民主党を離党、議員辞職して出馬を表明し、青島は鳩山を後継指名した。また、元東京大学助教授で北海道知事選挙への出馬が取り沙汰されていたタレントの舛添要一も自民党東京都連の一部に推され、同日に無党派での出馬を表明する。
自民党は先述の通り柿澤弘治の擁立を内定していたが、青島が不出馬を表明すると一転、幹事長森喜朗の「公明党が同調しやすい候補を」の一声で、元国際連合事務次長でコーセー創業者の女婿である明石康の擁立に動き、18日に出馬を表明する。これは10月に成立する自自公連立政権に向け、自民・公明両党の選挙協力を円滑にするための布石であった。その一方で内定を反故にされた柿澤は森の決定に従わず、衆議院議員を辞職して都知事選出馬を強行したため（14日）、自民党を除名された。
退潮傾向の著しい社会党の後継政党である社会民主党は湯川れい子に立候補を要請するも辞退され、公認はおろか推薦すら出せなかった。
こうして、知名度の高い有力候補が乱立状態となり、2月後半以降には各候補を招いてのテレビ討論会などが盛んに行われ、大きな注目を集めていた。しかし、告示日を15日後に控えた3月10日、4年前に衆議院議員を辞職していた石原慎太郎（引退時東京都第2区 (中選挙区)）が出馬を表明する。この結果、保守陣営からは石原、鳩山、舛添、明石、柿澤の5人が乱立することとなる。石原は選挙戦中、古巣である自民党東京都連から怪文書（オウム真理教関連）を撒かれ、その文書をファックスで発信した人物を告訴し、自民党や都連が謝罪に追い込まれた。
その他の候補では都知事選出馬が2度目となるドクター・中松をはじめ、諸派・無所属の候補が大量に出馬し、都道府県知事選挙では当時史上最多の計19名で争われた。
この選挙に出馬した鳩山邦夫、柿澤弘治の衆議院議員辞職に伴う東京2区・15区の補欠選挙も同時に執行された。

## 立候補者
19名、届け出順
| 候補者名                                  | 年齢 | 党派                                                  | 新旧 | 肩書き                               |
| ----------------------------------------- | ---- | ----------------------------------------------------- | ---- | ------------------------------------ |
| 立岡正一 （たておか しょういち）          | 47   | 無所属 （防人（国際政治連合） 推薦）                  | 新   | 団体事務局長                         |
| はとやま邦夫 （はとやま くにお）          | 50   | 無所属 （民主党 推薦・生活者ネット、改革クラブ 支持） | 新   | 元民主党衆議院議員、団体役員         |
| 羽柴誠三秀吉 （はしば せいぞう ひでよし） | 49   | 無所属                                                | 新   | 会社役員                             |
| 川上俊夫 （かわかみ としお）              | 55   | 無所属                                                | 新   | 会社役員                             |
| 柿沢こうじ （かきざわ こうじ）            | 65   | 無所属 （自民党都連の一部 支持）                      | 新   | 元自民党衆議院議員、団体役員         |
| ますぞえ要一 （ますぞえ よういち）        | 50   | 無所属 （自民党都連の一部 支持）                      | 新   | 国際政治学者                         |
| 鈴木昭治 （すずき しょうじ）              | 57   | 無所属                                                | 新   | 会社役員                             |
| おおあみ義明 （おおあみ よしあき）        | 61   | 無所属                                                | 新   | 僧侶                                 |
| 宮崎喜文 （みやざき よしふみ）            | 30   | 無所属 （サムライ 推薦）                              | 新   | 会社役員                             |
| 小山しんいち （おやま しんいち）          | 47   | 無所属                                                | 新   | 会社社長                             |
| 三上満 （みかみ みつる）                  | 67   | 無所属 （共産党 推薦）                                | 新   | 教育評論家                           |
| 明石康 （あかし やすし）                  | 68   | 無所属 （自民党本部、公明党 推薦）                    | 新   | 大学客員教授                         |
| ドクター・中松 （どくたー なかまつ）      | 70   | 無所属                                                | 新   | 国際創造学者                         |
| 石原慎太郎 （いしはら しんたろう）        | 66   | 無所属 （自民党都連の一部 支持、自由連合 自主支援）   | 新   | 作家、元自民党衆議院議員・参議院議員 |
| さとうぶんじ （さとう ぶんじ）            | 56   | 21世紀の星                                            | 新   | 整体院経営                           |
| 津田宣明 （つだ のぶあき）                | 52   | 無所属                                                | 新   | 小売業                               |
| 鈴木博之 （すずき ひろゆき）              | 36   | 無所属                                                | 新   | 施術院院長                           |
| 石田和男 （いしだ かずお）                | 61   | 無所属                                                | 新   | 建築業                               |
| 中川秀樹 （なかがわ ひでき）              | 38   | 無所属                                                | 新   | 持株会社経営                         |

## 選挙結果

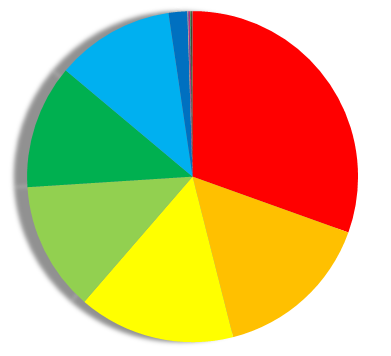
各候補の得票率（得票数の多かった順）

投票率は57.87%で、前回1995年の50.67%を大きく上回った（前回比 +7.20%）。当日の有権者数は952万1120人で、投票総数は551万42票となった。
候補者別の得票数の順位、得票数、得票率、惜敗率、供託金没収概況は以下のようになった。供託金欄のうち「没収」とある候補者は、有効投票総数の10%を下回ったため全額没収された。得票率と惜敗率は未発表のため暫定計算とした（小数3位以下四捨五入）。
|      | 順位 | 候補者名        | 党派       | 新現元 | 得票数    | 得票率 | 惜敗率 | 供託金 |
| ---- | ---- | --------------- | ---------- | ------ | --------- | ------ | ------ | ------ |
| 当選 | 1    | ■石原慎太郎     | 無所属     | 新     | 1,664,558 | 30.47% | ----   |        |
|      | 2    | ■はとやま邦夫   | 無所属     | 新     | 851,130   | 15.58% | 51.13% |        |
|      | 3    | ■ますぞえ要一   | 無所属     | 新     | 836,104   | 15.30% | 50.23% |        |
|      | 4    | ■明石康         | 無所属     | 新     | 690,308   | 12.63% | 41.47% |        |
|      | 5    | ■三上満         | 無所属     | 新     | 661,881   | 12.11% | 39.76% |        |
|      | 6    | ■柿沢こうじ     | 無所属     | 新     | 632,054   | 11.57% | 37.97% |        |
|      | 7    | ■ドクター・中松 | 無所属     | 新     | 100,123   | 1.83%  | 6.01%  | 没収   |
|      | 8    | ■宮崎喜文       | 無所属     | 新     | 5,076     | 0.09%  | 0.30%  | 没収   |
|      | 9    | ■川上俊夫       | 無所属     | 新     | 4,733     | 0.09%  | 0.28%  | 没収   |
|      | 10   | ■羽柴誠三秀吉   | 無所属     | 新     | 2,894     | 0.05%  | 0.17%  | 没収   |
|      | 11   | ■さとうぶんじ   | 21世紀の星 | 新     | 2,357     | 0.04%  | 0.14%  | 没収   |
|      | 12   | ■鈴木昭治       | 無所属     | 新     | 2,240     | 0.04%  | 0.13%  | 没収   |
|      | 13   | ■石田和男       | 無所属     | 新     | 2,031     | 0.04%  | 0.12%  | 没収   |
|      | 14   | ■小山しんいち   | 無所属     | 新     | 1,985     | 0.04%  | 0.12%  | 没収   |
|      | 15   | ■鈴木博之       | 無所属     | 新     | 1,968     | 0.04%  | 0.12%  | 没収   |
|      | 16   | ■中川秀樹       | 無所属     | 新     | 1,576     | 0.03%  | 0.09%  | 没収   |
|      | 17   | ■おおあみ義明   | 無所属     | 新     | 1,347     | 0.02%  | 0.08%  | 没収   |
|      | 18   | ■津田宣明       | 無所属     | 新     | 802       | 0.01%  | 0.05%  | 没収   |
|      | 19   | ■立岡正一       | 無所属     | 新     | 599       | 0.01%  | 0.04%  | 没収   |

有力候補が出揃った後の「後出しジャンケン」で出馬を表明し、石原プロモーション総出の豪華な選挙戦を展開した石原が、鳩山・舛添の東京大学同級生コンビにダブルスコアで圧勝した（ただし鳩山、舛添の得票数の合計は石原を上回る）。
同じく保守勢力から立候補した明石、柿澤は供託金の没収こそ免れたものの、それぞれ4位、6位に終わった。各政党の基礎票が分散する中で、共産党推薦の三上が5位に食い込み、供託金も返還されるなど善戦した。